# Joel Ferreira
Joel Ferreira da Silva, ou apenas Joel Ferreira, (Manaus, 3 de junho de 1925 – Brasília, 18 de fevereiro de 2015) é um advogado, funcionário público e político brasileiro, outrora deputado federal pelo Amazonas.

## Dados biográficos
Filho de João Ferreira da Silva e Maria de Nazaré Ferreira da Silva. Advogado formado pela Universidade Federal do Amazonas, fez cursos de extensão em Direito Trabalhista, Direito Penal e Direito Civil e foi inspetor do Trabalho. Eleito deputado estadual pelo PTB em 1954, renovou o mandato pelo PSB em 1958 e 1962. Eleito presidente da Assembleia Legislativa do Amazonas, foi o substituto legal do governador Gilberto Mestrinho.
Com a imposição do bipartidarismo pelo Regime Militar de 1964, foi eleito deputado federal via MDB em 1966, 1970, 1974 e 1978. Com a volta do pluripartidarismo no governo do presidente João Figueiredo, atendeu a um convite do ministro da Justiça, Ibrahim Abi-Ackel, e ingressou no PDS em 1980. Não reeleito em 1982, foi nomeado conselheiro do Tribunal de Contas do Distrito Federal pelo governador José Ornellas em agosto de 1983, presidiu o órgão entre 1987 e 1988 e aposentou-se em 1995.
Sua derradeira atividade política ocorreu em 1998 quando perdeu a eleição para deputado distrital pelo PMDB sendo nomeado assessor especial do governador Joaquim Roriz.